# Абаканвагонмаш
АО «РМ Рейл Абаканвагонмаш» — советское и российское предприятие по выпуску вагонов и крупнотоннажных контейнеров, расположенное в городе Абакане (Хакасия). Входит в холдинг «Русские машины», созданный для управления машиностроительными активами «Базового элемента», принадлежащего Олегу Дерипаске.
Предприятие основано в 1976 году. Является единственным в Российской Федерации производителем крупнотоннажных контейнеров различной модификации. С момента ввода в эксплуатацию предприятием выпущено более миллиона контейнеров, которые используются в 35 странах мира, включая США, Германию, Норвегию, Финляндию, Бельгию и другие страны.
Сегодня проектные мощности составляют 2 тыс. специальных платформ и 20 тыс. универсальных и специальных контейнеров в год. Выпускаются крупнотоннажные контейнеры, фитинговые платформы, запасные части к подвижному составу. Благодаря гибкости производства завод может оперативно реагировать на изменения рыночной конъюнктуры и выпускать номенклатуру, наиболее востребованную заказчиками.
Среди клиентов предприятия — ОАО «РЖД», Министерство обороны России, МЧС России, ПАО «ГМК «Норильский никель», ПАО «Северсталь», ПАО «Трансконтейнер», АО «Тольяттиазот», ПАО «АК «Алроса» и другие компании.

## Основные этапы развития предприятия
- 1970 год — Начало строительства вагоностроительного комплекса с проектной мощностью 40 тыс. контейнеров в год[источник не указан 2666 дней].
- 1974 год — Начато строительство контейнерного завода по производству крупнотоннажных универсальных металлических контейнеров.
- 1975 год — Первые производственные мощности введены в строй.
- 1976 год — 20 февраля 1976 осуществлена приёмка первой платформы для большегрузных контейнеров.
- 1977 год — Создано производственное объединение «Абаканвагонмаш», введены мощности по производству 1000 платформ. Абаканская платформа-контейнеровоз получила почётный диплом на международной выставке в Москве «Железнодорожный транспорт-77».
- 1978 год — Изготовлен первый контейнер. Присвоен Государственный Знак качества платформе.
- 1981 год — Введены мощности по производству крупнотоннажных универсальных металлических контейнеров; углекислотная станция. Абаканскому большегрузному контейнеру присвоен Государственный Знак качества.
- 1982 год — Введена в эксплуатацию собственная ТЭЦ.
- 1984 год — Повторно присвоен Государственный Знак качества универсальному крупнотоннажному контейнеру типа 1С.

В целом, в советское время завод входил в число крупнейших предприятий города.
- 1992 год — Производственное объединение «Абаканвагонмаш» преобразовано в Государственное предприятие "Абаканвагонмаш", а с 5 декабря 1992 года в Акционерное общество открытого типа «Абаканвагонмаш».
- 1997 год — Акционерное общество открытого типа «Абаканвагонмаш» преобразовано в Открытое акционерное общество "Абаканвагонмаш".
- 2001 год — Открыт филиал общества в городе Санкт-Петербурге.
- 2013 год — 17 сентября Арбитражный суд Республики Хакасия принял к производству заявления ОАО «Хакасэнергосбыт», алтайского ООО «Кармет-Групп» и абаканского МУП «Водоканал» о банкротстве ОАО «Абаканвагонмаш»[3][4]. Предприятие ещё до начала разбирательства выплатило задолженность. Компания была лишена государственной поддержки, однако ведёт переговоры с правительством Хакасии по проекту создания производства железнодорожной техники[5].
- 2016 год — Открытое акционерное общество "Абаканвагонмаш" преобразовано в Публичное акционерное общество "Абаканвагонмаш".